# Municipio de Wamego
El municipio de Wamego (en inglés: Wamego Township) es un municipio ubicado en el condado de Pottawatomie en el estado estadounidense de Kansas. En el año 2010 tenía una población de 5234 habitantes y una densidad poblacional de 100,56 personas por km².

## Geografía
El municipio de Wamego se encuentra ubicado en las coordenadas 39°12′23″N 96°17′47″O / 39.20639, -96.29639. Según la Oficina del Censo de los Estados Unidos, el municipio tiene una superficie total de 52.05 km², de la cual 50.48 km² corresponden a tierra firme y (3.01%) 1.56 km² es agua.

## Demografía
Según el censo de 2010, había 5234 personas residiendo en el municipio de Wamego. La densidad de población era de 100,56 hab./km². De los 5234 habitantes, el municipio de Wamego estaba compuesto por el 94.38% blancos, el 0.76% eran afroamericanos, el 0.67% eran amerindios, el 0.46% eran asiáticos, el 0.06% eran isleños del Pacífico, el 0.96% eran de otras razas y el 2.71% pertenecían a dos o más razas. Del total de la población el 3.94% eran hispanos o latinos de cualquier raza.